# Ulrich Kessler (Musiker)
Ulrich Kessler (* 4. Juli 1905 in Dessau; † 15. März 1984 in Berlin) war ein deutscher Komponist und Pianist.

## Leben und Wirken
Nachdem Kessler vom Gymnasium in ein kaufmännisches Lehrjahr in einer Versicherungsgesellschaft gewechselt hatte, absolvierte er zunächst von 1925 bis 1928 eine Ausbildung zum Gebrauchsgrafiker und Illustrator. Diese finanzierte er sich als Pianist, sodass er Anfang 1929 an der von Margarete Wallmann geleiteten Berliner Wigman-Schule erstmals als musikalischer Mitarbeiter mit dem Tanz in Verbindung kam.
Fortan war Kessler als Tanzkomponist tätig, arbeitete als Korrepetitor im Ballettsaal und begleitete eine Reihe von Tänzerinnen und Tänzern mit eigenen sowie fremden Werken: Hans (Jean) Weidt und seine Gruppe („Morgens, mittags, abends“, 1930), Maria Kindscher aus der Weidt-Gruppe (er heiratete sie 1943 in zweiter Ehe), Georg Groke und Ruth Abramowitsch, Gertrud Wienecke („Nebel und Sonne“, 1934), Lotte Wernicke („Geburt der Arbeit“ 1935), Marianne Vogelsang („Ekstatischer Tanz“, er heiratete sie 1939 in erster Ehe), Hanna Berger, Ilse Laredo, Alexander Kamaroff und Liselore Bergmann, Erika Lindner, Tamara Rauser, Margo Ufer, Maria Litto, Lore Jentsch und in der Nachkriegszeit die Wigman-Schülerinnen Manja Chmièl, Karin Waehner, Nahami Abbell, Emma Lewis Thomas oder Joan Woodbury bei ihren ersten Solowerken.
Seit September 1934 war Ulrich Kessler für die Deutsche Tanzbühne und von Mai 1936 bis August 1938 für die Meisterstätten in Berlin tätig, wo er auch Musik- und Formlehre für Tänzer unterrichtete. Von 1938 bis 1942 war Kessler als musikalischer Leiter an der Tanzabteilung der Folkwangschule der Stadt Essen beschäftigt, von 1943 bis 1945 in gleicher Funktion wieder an der Deutschen Tanzbühne Berlin. In diesen Jahren nahm Kessler selbst ergänzenden Unterricht bei Heinrich Eckert in Essen, bei Ernst Keller, dem Leiter der Abteilung für katholische Kirchenmusik an den Folkwangschulen, und bei Raoul von Koczalski in Berlin. 1945 folgte ein Engagement als Korrepetitor und Ballettkapellmeister an der Städtischen Oper Berlin und vom September 1945 bis zum März 1947 die Zusammenarbeit mit Dore Hoyer als Komponist und musikalischer Leiter ihres Dresdener Tanzstudios. Für Dore Hoyers Tanzgruppe komponierte er die „Tänze für Käthe Kollwitz“ und „Die Schiessbude“. Nach der Auflösung der Gruppe war Kessler von 1947 bis 1948 an der Staatlichen Hochschule für Musik und Theater in Rostock als Dozent und musikalischer Leiter tätig. Eine weitere langjährige Zusammenarbeit mit Mary Wigman und ihrer Schule folgte.
Obwohl einige Werke wie die „Schiessbude“ nachweislich auch im Rundfunk gesendet wurden, war Ulrich Kessler so sehr in die tägliche Arbeit mit Schülern und Tänzern eingespannt, dass er seine Kompositionen kaum selbst in Kammerkonzerten aufgeführt hat. Er kam auch nicht dazu, sie zu drucken und verlegen zu lassen oder auf Schallplatte einzuspielen. Trotz Kriegsverlusten und etlichen Umzügen sind etwa 400 Notenautographen in seinem Nachlass erhalten geblieben.

## Werke (Auswahl)
Klavier zu 2 Händen
- Morgens, mittags, abends (1930)
- Nebel und Sonne (1934)
- Geburt der Arbeit (1935)

## Diskografie
- Alexis Pope spielt Ulrich Kessler: 10 Klavier Stücke, 2008 (Hörbeispiele)